# Вильбранд I фон Локкум-Халлермунд
Вильбранд I (нем. Wilbrand I. von Loccum-Hallermund; ок. 1120 — 1167) — граф Халлермунда. Сын Бурхарда I фон Локкума (ум. 1130), графа в южном Амбергау.
В 1148 году основал монастырь Шинна, в 1163 году — монастырь Локкум.
В 1167 году участвовал в Итальянском походе императора Фридриха Барбаросса и взятии Рима. Умер от чумы в военном лагере в июле или августе того же года.

## Семья
Жена — Беатрикс фон Зальм-Райнек, дочь графа Оттона I фон Зальма. Дети:
- Людольф I (ум. 1191)
- Бурхард II
- Вильбранд II (ум. 1189)
- Беатриса, муж — граф Генрих II фон Ольденбург-Вильдесхаузен (ум. 1197/9)
- Адельгейда, наследница Локкум-Халлермунда. 1-й муж — граф Конрад II фон Вассель (ум. 1176/8), 2-й муж — граф Гюнтер II фон Шварцбург-Кефернбург (ум. 1197).